# Polygonum careyi
Polygonum careyi là một loài thực vật có hoa trong họ Rau răm. Loài này được Olney miêu tả khoa học đầu tiên năm 1847.